# Боголюбовка (Мордовия)
Боголюбовка — деревня в составе  Татарско-Пишлинского сельского поселения Рузаевского района Республики Мордовия.

## География
Находится на расстоянии примерно 5 км на северо-запад по прямой от районного центра города Рузаевка.

## История
Деревня известна с 1869 года, когда она была учтена как владельческая деревня Инсарского уезда из десяти дворов, название дано по фамилии владельцев.

## Население
Постоянное население составляло 3 человека (русские 100%) в 2002 году, 0 в 2010 году.